# Barrachina
Barrachina – gmina w Hiszpanii, w prowincji Teruel, w Aragonii, o powierzchni 24,86 km². W 2011 roku gmina liczyła 143 mieszkańców.